# Cyclocross-Weltmeisterschaften 1963
Die Cyclocross-Weltmeisterschaften 1963 wurden am 17. Februar in Calais ausgetragen. Es gab ein Rennen in der offenen Kategorie, also für Profis und Amateure gleichermaßen. Schauplatz des Rennens waren die Dünen unmittelbar vor der Stadt, das Gelände ist heutzutage großenteils überbaut.

## Ergebnisse
| Platz | Land        | Sportler        |
| ----- | ----------- | --------------- |
| 1     | Deutschland | Rolf Wolfshohl  |
| 2     | Italien     | Renato Longo    |
| 3     | Frankreich  | André Dufraisse |